# Hugo Waldbott von Bassenheim
Hugo Philipp Graf Waldbott von Bassenheim (* 30. Juni 1820; † 17. Mai 1895) war ein Mitglied des rheinischen Adelsgeschlechts der Waldbott von Bassenheim und das Oberhaupt von dessen standesherrlicher Linie. Er war Alleinerbe eines großen Familienvermögens und endete als Bankrotteur.

## Leben

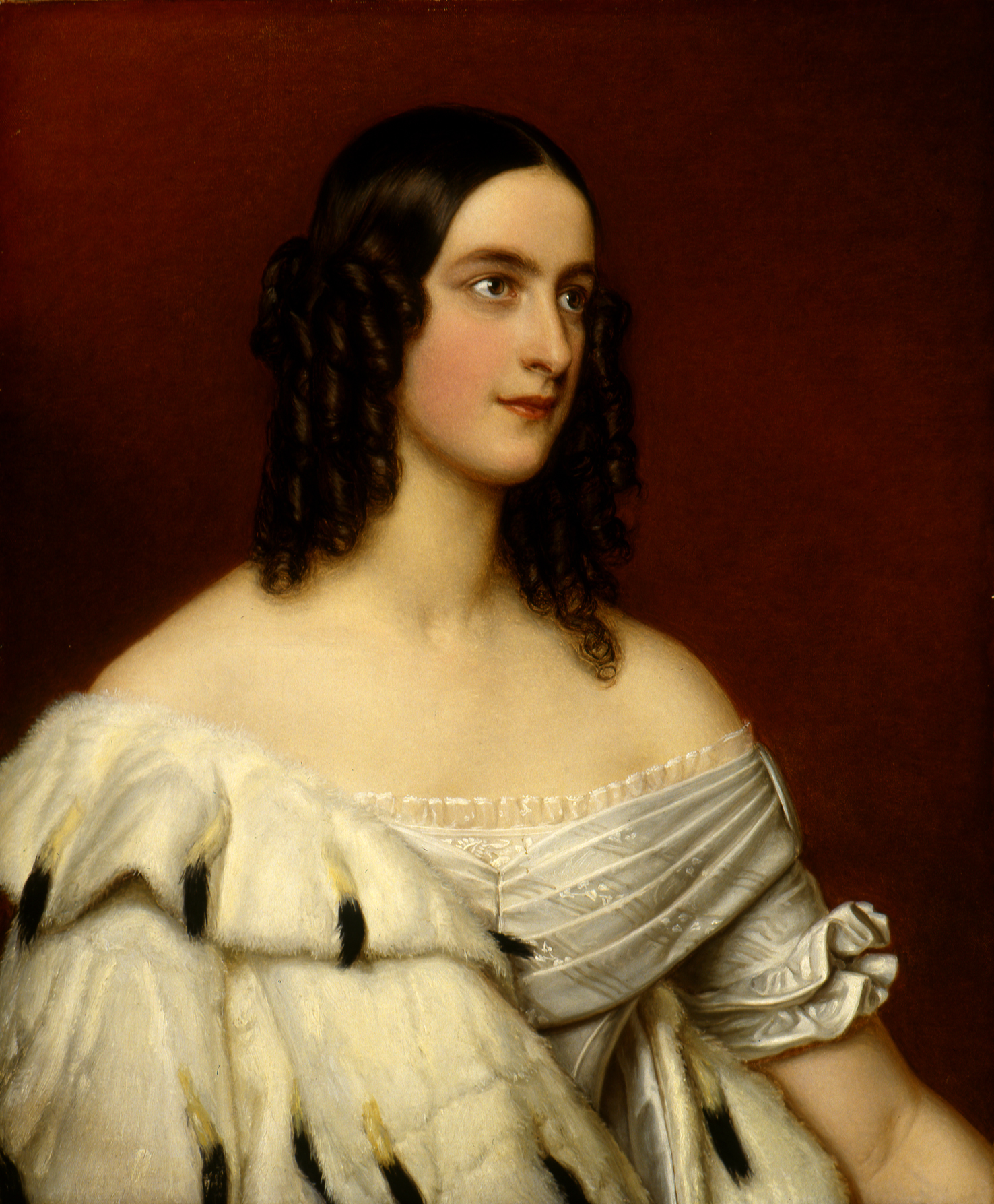
Caroline Gräfin Waldbott, Prinzessin zu Oettingen-Wallerstein (1824–1889)

Hugo Philipp von Bassenheim war der Sohn von Friedrich Karl Franz Rudolf Graf Waldbott von Bassenheim und der Freiin Charlotte Wambolt von Umstadt. Er heiratete 1843 Caroline Prinzessin zu Oettingen-Wallerstein (1824–1889), deren Porträt von Joseph Karl Stieler im selben Jahr in die Schönheitengalerie Ludwigs I. von Bayern aufgenommen worden war.
Hugo Philipp pflegte einen verschwenderischen Lebensstil nach dem Vorbild der englischen Dandys und verschleuderte so das Vermögen, das seine Vorfahren über Jahrhunderte angesammelt hatten. 1852 und 1853 verkaufte er die Herrschaften Kransberg mit Schloss Kransberg und Reifenberg. Schloss und Gut Bassenheim sowie die Burg Pyrmont (damals allerdings nur noch Ruine) mussten 1862 zwangsversteigert werden. 
1872 verweigerte ihm wegen seines Lebensstils die Erste Kammer der Württembergischen Ständeversammlung, der er seit 1830 angehörte, die er jedoch nie besucht hatte, offiziell die Einberufung. 1875 verkaufte er die Abtei Heggbach, die seine Familie 1803 als Entschädigung für ihre linksrheinischen reichsständischen Herrschaften erhalten hatte. Auch die Ländereien des Klosters Buxheim wurden nach und nach „versilbert“. 1880 drohte der vollständige Ruin. 1883 ließ er das kunsthistorisch berühmte Buxheimer Chorgestühl nach England versteigern. (1979 gelang der Rückkauf für die Buxheimer Klosterkirche durch die öffentliche Hand.) 1887 verkaufte der Graf dann die Bestände und das Mobiliar der Bibliothek des Klosters Buxheim. 
Seine Erben verkauften 1916 noch die ehemalige Klosterkirche Buxheim und die Klostergebäude mit dem verbliebenen Grund und Boden an das Königreich Bayern. 1925 verkauften sie dann zuletzt das Klosterarchiv, die Paramente, das liturgische Gerät und die umfangreiche Gemäldesammlung dem Kloster Ottobeuren. Eine einst sehr vermögende Familie des deutschen Hochadels war innerhalb einer Generation mittellos geworden.